# Jevgeni Ossinovski

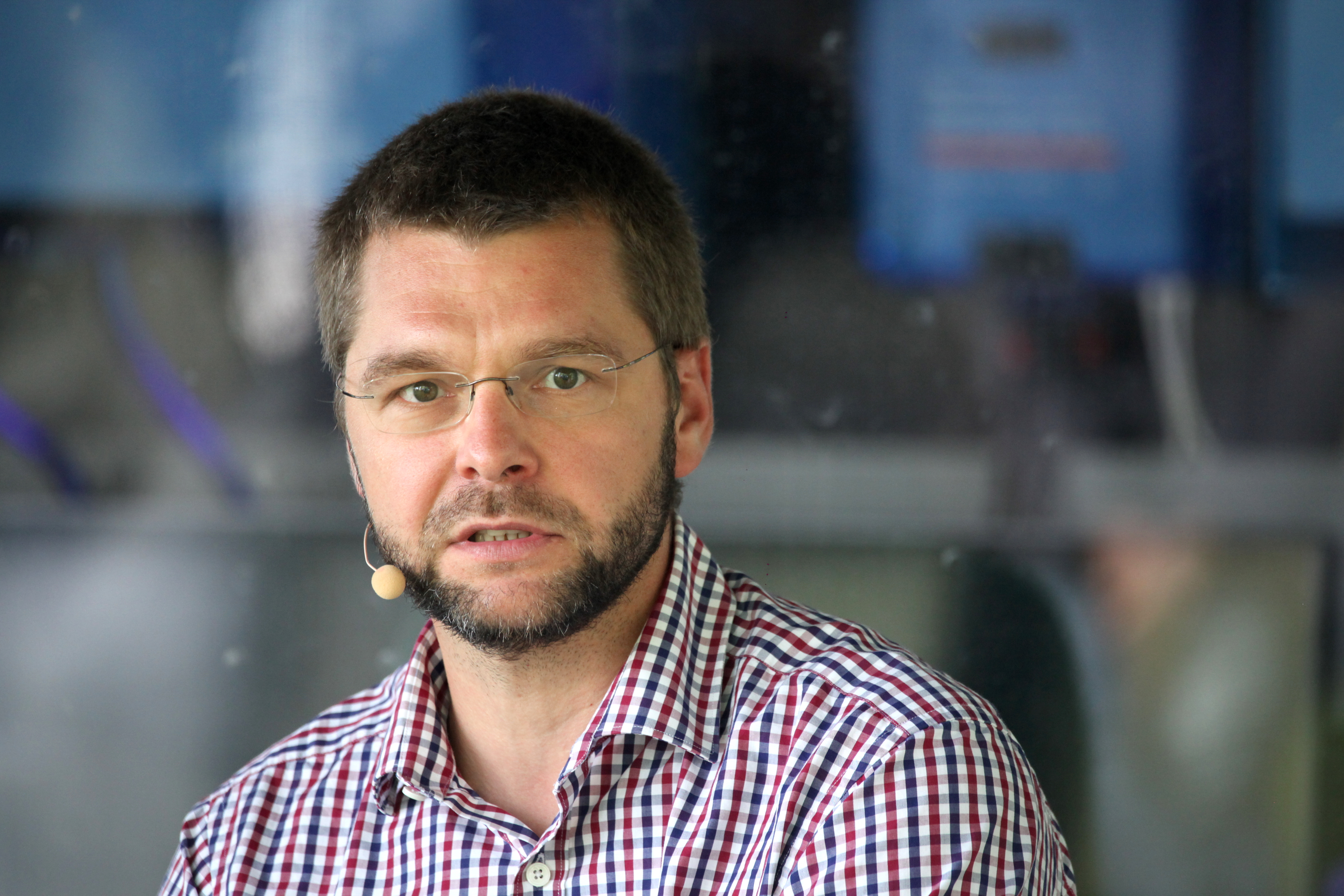
Jevgeni Ossinovski (2021)

Jevgeni Olegovitj Ossinovski (ryska: Евгений Олегович Осиновский) född 15 mars 1986, Kohtla-Järve, Estniska SSR, Sovjetunionen, är en estländsk socialdemokratisk politiker. Han var partiledare för Socialdemokratiska partiet från 2015 till 2019. Han var Estlands utbildnings- och forskningsminister 2014–2015 i Taavi Rõivas regering och arbetsmarknads- och hälsominister i Rõivas andra regering 2015–2016, en post som han även behöll i Jüri Ratas första regering 2016–2018. 
Ossinovski lämnade regeringen 2018 för att som partiledare koncentrera sig på Socialdemokraternas valrörelse. Efter valförlusten i mars 2019, då koalitionssamarbetet med Centerpartiet och Isamaa avbröts och Socialdemokraterna gick i opposition, meddelade Ossinovski att han lämnar partiledarposten i juni 2019.
Ossinovski var endast 28 år gammal och yngst i regeringen då han blev utnämnd 26 mars 2014. Han är bland annat utbildad vid London School of Economics. Han är den första politiker från den rysktalande minoriteten i Estland som blivit minister sedan sovjettiden.